# Иркутский областной художественный колледж имени И. Л. Копылова
Иркутский областной художественный колледж им. И. Л. Копылова (ГБПОУ ИОХК) (до 2010 года — Иркутское художественное училище) — среднее специальное учебное заведение в городе Иркутск, готовящее специалистов в области: «живописи», «дизайна», «Декоративно-прикладного искусства (керамика, текстиль)».
Директор колледжа — Назарова Людмила Николаевна (род. 1950) — заслуженный работник культуры РФ, художник декоративно-прикладного искусства, искусствовед, чл. Союза художников России.

## История
Основателем училища является Иван Лаврович Копылов (1883—1941), получивший образование в петербургской Академии художеств и в мастерской Жюльена у Жан-Поль Лоранса в Париже.
- В сентябре 1910 г. впервые в Иркутске на улице Савиновской (в настоящее время переулок Гаврилова, на месте современного здания Иркутского Городского Перинатального центра) в деревянном двухэтажном особняке, по инициативе И. Л. Копылова и «Общества просвещения» был открыт «Класс рисования и живописи», который после революции влился во вновь созданный «Иркутский Народный университет».
- В 1920 г. факультет «Живописи и ваяния» «Иркутского Народного Университета» был реорганизован в Художественную мастерскую-студию (единственную в Сибири) под руководством И. Л. Копылова.
- В 1928 г на базе студии были основаны «Курсы изобразительных искусств».
- В 1929 г. создан «Изопедтехникум».
- в 1939 г. «Изопедтехникум» преобразован в «Художественное училище».
- В 1963 г. художественное училище было объединено с музыкальным училищем и переименовано в Училище искусств, просуществовавшее до 1990 г., когда два его отделения вновь были разъединены.
- С 2002 г. наше учебное заведение носило название "Областное государственное образовательное учреждение «Иркутское художественное училище» (ИХУ).
- В 2010 году к 100-летию училища получает имя его основателя И. Л. Копылова[2].
- С 2015 года — Государственное бюджетное профессиональное образовательное учреждение (ГБПОУ) Иркутский художественный колледж им. И. Л. Копылова.

В настоящее время училище имеет три отделения — живописное, дизайна, декоративно-прикладного искусства и народных промыслов.
Живописное отделение (бывшее художественно-педагогическое) — старейшее и ведущее в училище. В образовательном процессе оно ориентировано, прежде всего, на достижения русской академической школы. В разные годы, со времени основания и до наших дней, ведущими преподавателями отделения были замечательные художники-педагоги: И. Л. Копылов, А. И. Вологдин, Б. И. Лебединский, А. П. Жибинов, А. К. Руденко, Н. В. Шабалин, Г. Г. Леви А. И. Алексеев, А. И. Вычугжанин, М. Д. Воронько, Г. В. Богданов, Н. М. Морозов, В. Г. Смагин, Г. Е. Новикова, Г. А. Курочкина-Домашенко, А. И. Юшков, С. И. Казанцев, О. В. Веселов и многие другие.
Путь Иркутского художественного училища — это путь развития всех художественных заведений, но со своими особенностями, региональными и человеческими, со своим определённым местом в культуре Сибири и Дальнего Востока, со своими персональными достоинствами и недостатками, именно оно[что?] определило так называемую «иркутскую школу живописи».
Отделение дизайна (первоначально — декоративно-оформительское) было основано значительно позже — в 1963 г. Благодаря инициативе и организаторским способностям Георгия Васильевича Анциферова, выпускника Львовского института прикладного и декоративного искусства начинает активно развиваться эта специальность. В 1967 году пришли молодые преподаватели — воспитанники московского Высшего художественно-промышленного училища (бывшего Строгановского) Л. Н. Гончар и В. Я. Гончар. Позднее, в качестве преподавателей спец. дисциплин, на отделение пришли собственные выпускники училища Т. М. Громыко, А. Е. Шпирко, В. Н. Бешнов, М. Г. Марцинечко. С начала своего существования специальность претерпела существенные изменения: от подготовки художников-оформителей по наглядной агитации до обучения дизайнеров (графический дизайн).
- В 1993 году декоративно-оформительское отделение принимает другую направленность (в соответствие с требованиями времени) и переименован в отделение «Дизайн» со специализацией «Графический дизайн».

В 1963 открыто керамическое отделение. Инициатором его создания и первым преподавателей по композиции керамики был Б. Т. Бычков, художник по стеклу, выпускник МХУ «Памяти 1905 года» и ленинградского Высшего художественно-промышленного училища им. В. И. Мухиной. Он сумел подобрать профессионалов для этого отделения: А. Н. Штанько, исследователя, новатора (станки и инструменты, подобранные и изготовленные им, были действенны до последнего времени) и В. М. Агафонова (с 1945 по 1965 годы проработал на Хайтинском фарфоровом заводе и прекрасно знал весь процесс производства керамики и фарфора). Именно они были организаторами практической работы и производственной практики: Штанько с 1965 по 1975 гг., Агафонов с 1965 по 2001 гг. С 1997 г. — преподаватель исполнительского мастерства Дмитрий Анатольевич Козулев, выпускник ИХУ (педагог Л. Н. Назарова) и ИРНИТУ, кафедра искусствоведения.
В течение тридцати лет руководила отделением, преподавала композицию и скульптуру выпускница Львовского государственного института прикладного и декоративного искусства С. И. Таволжанская.
С 1990 г. ведущим педагогом является Л. Н. Назарова, выпускница ИХУ (педагог Б. Т. Бычков) и Свердловского государственного университета факультета искусствоведения.
С 2003 г. преподаватель спец. дисциплин на отделении О. А. Студилова, выпускница ИХУ (педагог С. И. Таволжанская) и ИРНИТУ, кафедра искусствоведения.
В 1997 году керамическое отделение переименовано в отделение декоративно-прикладного искусства и народных промыслов, была открыта новая специальность — «художник-мастер по текстилю». Необходимость выпуска большого количества мастеров художественной керамики с закрытием заводов естественно отпадает и на отделении открывается новая специальность — художественная обработка текстиля.
Первым преподавателем по композиции и мастерству (1997—2000) стала Ольга Львовна Осипенко, выпускница ИХУ (педагог А. И. Вычугжанин) и Уральского государственного университета, кафедра искусствоведения. 1998—2006 — ведущий педагог Е. Ю. Петрова, выпускница художественного училища Душанбе и Московского высшего художественно-промышленного училища (б. Строгановское). С 2004 г. — ведущий педагог О. З. Рыбчинская, выпускница ИХУ (педагог М. В. Лескова) и ИРНИТУ, кафедра монументально-декоративного искусства (педагоги В. Г. Смагин, Э. В. Змановских). С 2016 г. — И. В. Жукова, выпускница ИРНИТУ, кафедра монументально-декоративного искусства (педагоги В. Г. Смагин, Э. В. Змановских). За годы своего существования Иркутское художественное училище выпустило более трех тысяч специалистов. Среди выпускников много известных мастеров.

## Направления подготовки

### Профессиональное образование
В Иркутском областном художественном колледже имени И. Л. Копылова действуют 3 отделения:
1. «Живописи» (54.02.05) — старейшее отделение, готовит художников и художников-педагогов для художественных школ. Срок обучения — 4 года 10 месяцев.
2. «Дизайна» (54.02.01) — отделение открыто в 2002 году для подготовки дизайнеров производственно-предпринимательской сферы. Срок обучения — 3 года 10 месяцев.
3. «Декоративно-прикладное искусство и народные промыслы (по видам: керамика, текстиль)» (54.02.02) — отделение открыто в 1990 году для подготовки художников-мастеров в области декоративно-прикладного искусства. Срок обучения — 3 года 10 месяцев.

## Выставки

### «Ступени творчества»
Ежегодные художественные выставки «Ступени творчества» проводимые с 2001 года, — являются совместным учебно-творческим проектом Колледжа (Ранее Училища) и музея ГВЦ им. В. С. Рогаля по адресу г. Иркутск, ул. Халтурина, 3. Ряд выставок отмечены освещением в СМИ.

### Общие художественные выставки
- 27 июля 2012 — Иркутские художники — пленэр в Монголий, в Улан-Баторе. По результатам пленэра в сентябре пройдет выставка в Иркутске, а затем в октябре-ноябре — в Улан-Баторе[10]
- 20 июня 2012 — Выставка работ Виктора Николаевича Огиенко проходит в художественной галерее «DiaS»[11]
- 15 января 2014 — Конкурс декоративно-прикладного искусства «Энергия» посвящён предстоящему Чемпионату мира по хоккею с мячом 2014, прошедшему с 26 января по 2 февраля 2014[12].
- 2012 — "Международный художественный симпозиум по керамике "«Байкал-КераМистика. 1 сезон»
- 2013 — "Международный художественный симпозиум по керамике "«Байкал-КераМистика. 2 сезон»
- 10 июня 2014 — "Международный художественный симпозиум по керамике "«Байкал-КераМистика. 3 сезон»[13]
- 9 июня 2020 — Выставка „Земля, вода, огонь — симфония стихий: гончарное дело и художественная керамика“[14] из цикла областных тематических выставок декоративно-прикладного искусства
- 24 мая 2019 — Выставка „Не боги горшки обжигают“[15], посвященная 55-летию керамического отделения ИХУ в галерее сибирского искусства Иркутского художественного музея имени В. П. Сукачева.
- 25 августа 2020 Великой Победе посвящается в Иркутском художественном музее[16] — представлены работы 44 художников и двух искусствоведов, чья творческая судьба связана с Иркутском. Многие из них жили и работали в Иркутске, другие приезжали, получали образование в ИХУ и уезжали в свой родной город. Например, Николай Бабасюк (Ленинград) и Петр Баранов (Москва). На выставке также показаны работы тех, кто жил в Иркутской области. Так, Ангарск представляют художники Василий Дружинин и Василий Глушков, Читу — живописец Лазарь Семенович Новицкий. Трогательную ноту в выставку вносят работы художников, погибших в годы войны. Это Игнатий Антонович Бойко, Леонид Николаевич Залетов, Степан (Стефан) Георгиевич Маличенко, Анатолий Андреевич Потапов, Петр Феонович Строев.

## Директора
| годы руководства         | ФИО                          | Название учреждения |
| ------------------------ | ---------------------------- | --- |
| 1929—1940                | Копылов Иван Лаврович        | до 1929 — Художественная мастерская-студия, до 1939 — Изопедтехникум.                                                      |
| 1940—1947                | Нет данных                   | Нет данных |
| 1947—1960                | Александр Нефедьевич Беляев  | Иркутское художественное и музыкальное училище.                                                                            |
| 1961—1963                | Елена Владимировна Савинцева | Иркутское художественное и музыкальное училище.                                                                            |
| нет данных               | Варвара Лазаревна Паршина    | Иркутское художественное и музыкальное училище.                                                                            |
| 1963—1969                | Данилова Фива Константиновна | Иркутское музыкальное училище.                                                                                             |
| 1960—1969                | Данилова Фива Константиновна | Иркутское художественное и музыкальное училище. Иркутский художественный и музыкальный колледж                             |
| 1969—2001                | нет данных                   | - |
| 2001— по настоящее время | Назарова Людмила Николаевна  | до 2010 — Иркутское художественное училище (ИХУ), с 2010 — Иркутский областной художественный колледж имени И. Л. Копылова |

## Поощрения от колледжа
- Премия имени Петра Андреевича Турчанинова присуждается ежегодно особо одарённым студентам колледжа. Премия была учреждена М. Л. Крыловым.

## Фильмы
- 2016 год.  Документальный фильм "Этюд", посвященный 105-летию Иркутского художественного училища Фильм снят иркутскими кинематографистами на ИГТРК. Фильм выдвигался на Губернаторскую премию 2016 года. Фильм снял художник, искусствовед — Евгений Орестович Турунов.